# حامول مكسيكي
حامول مكسيكي (الاسم العلمي:Cuscuta mexicana) هو نوع من النباتات يتبع جنس الحامول من الفصيلة المحمودية.